# Kit Lambert
Pour les articles homonymes, voir Lambert.
Christopher Sebastian « Kit » Lambert, né le 11 mai 1935 à Londres et mort le 7 avril 1981, est un producteur de musique britannique et le manager du groupe rock The Who. Il est le fils du compositeur classique Constant Lambert.

## Biographie
Il fait ses études, notamment sur le cinéma, à Paris et à Oxford, puis travaille quelques années comme assistant réalisateur entre autres pour les films Les Canons de Navarone et Bons Baisers de Russie. Lui et Chris Stamp décident de faire un film sur un groupe pop inconnu et n'ayant pas encore sorti d'albums. Ils rencontrent alors, au Railway Hotel, un groupe nommé High Numbers dont ils deviennent manager. Ils renomment ce groupe The Who . En 1966, Kit remplace Shel Talmy en tant que producteur. Il parle couramment Français.
Kit Lambert encourage Pete Townshend à aller plus loin dans l'écriture et la composition des chansons, c'est notamment lui qui le pousse à écrire l'opéra-rock Tommy. Puis le succès des Who, et ses excès qui dégradent son efficacité, l'éloignent de ce groupe dont il devient seulement le producteur en 1975. En 1977, le groupe lui intente, avec succès, un procès concernant les droits que le groupe n'a pas perçu depuis les années 60. Toutefois, Pete reconnaîtra par la suite que Kit lui manquait tant leur collaboration était fructueuse en studio.
Il produit les premiers groupes punk mais l'abus de drogues l'éloignera progressivement du succès à la fin des années 1970. Il meurt le 7 avril 1981 d'une hémorragie cérébrale, après une chute dans les escaliers dans la maison de sa mère. Il est enterré à Londres, au Brompton Cemetery.